# Liste des titres musicaux numéro un au Royaume-Uni en 1957
Cette page liste les titres classés no 1 des ventes de disques au Royaume-Uni pour l'année 1957 selon The Official Charts Company.
Les classements hebdomadaires sont issus des UK Singles Chart et UK Albums Chart.

## Classement des singles
| №  | Date         | Artiste                                | Titre                                | Référence |
| -- | ------------ | -------------------------------------- | ------------------------------------ | --------- |
| 1  | 4 janvier    | Guy Mitchell                           | Singing the Blues (en)               |           |
| 2  | 11 janvier   | Tommy Steele and the Steelmen          | Singing the Blues                    |           |
| 3  | 18 janvier   | Guy Mitchell                           | Singing the Blues                    |           |
| 4  | 25 janvier   | Frankie Vaughan                        | The Garden of Eden                   |           |
| 5  | 1er février  | Frankie Vaughan Guy Mitchell (ex æquo) | The Garden of Eden Singing the Blues |           |
| 6  | 8 février    | Frankie Vaughan                        | The Garden of Eden                   |           |
| 7  | 15 février   | Frankie Vaughan                        | The Garden of Eden                   |           |
| 8  | 22 février   | Tab Hunter                             | Young Love                           |           |
| 9  | 1er mars     | Tab Hunter                             | Young Love                           |           |
| 10 | 8 mars       | Tab Hunter                             | Young Love                           |           |
| 11 | 15 mars      | Tab Hunter                             | Young Love                           |           |
| 12 | 22 mars      | Tab Hunter                             | Young Love                           |           |
| 13 | 29 mars      | Tab Hunter                             | Young Love                           |           |
| 14 | 5 avril      | Tab Hunter                             | Young Love                           |           |
| 15 | 12 avril     | Lonnie Donegan                         | Cumberland Gap                       |           |
| 16 | 19 avril     | Lonnie Donegan                         | Cumberland Gap                       |           |
| 17 | 26 avril     | Lonnie Donegan                         | Cumberland Gap                       |           |
| 18 | 3 mai        | Lonnie Donegan                         | Cumberland Gap                       |           |
| 19 | 10 mai       | Lonnie Donegan                         | Cumberland Gap                       |           |
| 20 | 17 mai       | Guy Mitchell                           | Rock-a-Billy                         |           |
| 21 | 24 mai       | Andy Williams                          | Butterfly                            |           |
| 22 | 31 mai       | Andy Williams                          | Butterfly                            |           |
| 23 | 7 juin       | Johnnie Ray                            | Yes Tonight Josephine                |           |
| 24 | 14 juin      | Johnnie Ray                            | Yes Tonight Josephine                |           |
| 25 | 21 juin      | Johnnie Ray                            | Yes Tonight Josephine                |           |
| 26 | 28 juin      | Lonnie Donegan                         | Puttin' On the Style / Gamblin' Man  |           |
| 27 | 5 juillet    | Lonnie Donegan                         | Puttin' On the Style / Gamblin' Man  |           |
| 28 | 12 juillet   | Elvis Presley                          | All Shook Up                         |           |
| 29 | 19 juillet   | Elvis Presley                          | All Shook Up                         |           |
| 30 | 26 juillet   | Elvis Presley                          | All Shook Up                         |           |
| 31 | 2 août       | Elvis Presley                          | All Shook Up                         |           |
| 32 | 9 août       | Elvis Presley                          | All Shook Up                         |           |
| 33 | 16 août      | Elvis Presley                          | All Shook Up                         |           |
| 34 | 23 août      | Elvis Presley                          | All Shook Up                         |           |
| 35 | 30 août      | Paul Anka                              | Diana                                |           |
| 36 | 6 septembre  | Paul Anka                              | Diana                                |           |
| 37 | 13 septembre | Paul Anka                              | Diana                                |           |
| 38 | 20 septembre | Paul Anka                              | Diana                                |           |
| 39 | 27 septembre | Paul Anka                              | Diana                                |           |
| 40 | 4 octobre    | Paul Anka                              | Diana                                |           |
| 41 | 11 octobre   | Paul Anka                              | Diana                                |           |
| 42 | 18 octobre   | Paul Anka                              | Diana                                |           |
| 43 | 25 octobre   | Paul Anka                              | Diana                                |           |
| 44 | 1er novembre | The Crickets                           | That'll Be the Day                   |           |
| 45 | 8 novembre   | The Crickets                           | That'll Be the Day                   |           |
| 46 | 15 novembre  | The Crickets                           | That'll Be the Day                   |           |
| 47 | 22 novembre  | Harry Belafonte                        | Mary's Boy Child (en)                |           |
| 48 | 29 novembre  | Harry Belafonte                        | Mary's Boy Child (en)                |           |
| 49 | 6 décembre   | Harry Belafonte                        | Mary's Boy Child (en)                |           |
| 50 | 13 décembre  | Harry Belafonte                        | Mary's Boy Child (en)                |           |
| 51 | 20 décembre  | Harry Belafonte                        | Mary's Boy Child (en)                |           |
| 52 | 27 décembre  | Harry Belafonte                        | Mary's Boy Child (en)                |           |

## Classement des albums
| №  | Date          | Artiste                       | Titre | Référence |
| -- | ------------- | ----------------------------- | --- | --------- |
| 1  | 6 janvier     | Divers artistes               | Bande originale du film Le Roi et moi (The King and I)                                                                |           |
| 2  | 13 janvier    | Divers artistes               | Bande originale du film Le Roi et moi (The King and I)                                                                |           |
| 3  | 20 janvier    | Divers artistes               | Bande originale du film Le Roi et moi (The King and I)                                                                |           |
| 4  | 27 janvier    | Divers artistes               | Bande originale du film Le Roi et moi (The King and I)                                                                |           |
| 5  | 3 février     | Divers artistes               | Bande originale du film Le Roi et moi (The King and I)                                                                |           |
| 6  | 10 février    | Divers artistes               | Bande originale du film Le Roi et moi (The King and I) (ex æquo) Bande originale du film Haute Société (High Society) |           |
| 7  | 17 février    | Divers artistes               | Bande originale du film Le Roi et moi (The King and I)                                                                |           |
| 8  | 24 février    | Frank Sinatra                 | This Is Sinatra! |           |
| 9  | 3 mars        | Divers artistes               | Bande originale du film Le Roi et moi (The King and I)                                                                |           |
| 10 | 10 mars       | Frank Sinatra                 | This Is Sinatra! |           |
| 11 | 17 mars       | Divers artistes               | Bande originale du film Le Roi et moi (The King and I)                                                                |           |
| 12 | 24 mars       | Frank Sinatra                 | This Is Sinatra! |           |
| 13 | 31 mars       | Divers artistes               | Bande originale du film Le Roi et moi (The King and I)                                                                |           |
| 14 | 7 avril       | Divers artistes               | Bande originale du film Le Roi et moi (The King and I)                                                                |           |
| 15 | 14 avril      | Divers artistes               | Bande originale du film Le Roi et moi (The King and I)                                                                |           |
| 16 | 21 avril      | Frank Sinatra                 | This Is Sinatra! |           |
| 17 | 28 avril      | Divers artistes               | Bande originale du film Le Roi et moi (The King and I)                                                                |           |
| 18 | 5 mai         | Divers artistes               | Bande originale du film Le Roi et moi (The King and I)                                                                |           |
| 19 | 12 mai        | Divers artistes               | Bande originale du film Le Roi et moi (The King and I)                                                                |           |
| 20 | 19 mai        | Divers artistes               | Bande originale du film Le Roi et moi (The King and I)                                                                |           |
| 21 | 26 mai        | Divers artistes               | Bande originale du film Le Roi et moi (The King and I)                                                                |           |
| 22 | 2 juin        | Divers artistes Nat King Cole | Bande originale du film Le Roi et moi (The King and I) Love Is the Thing (ex æquo)                                    |           |
| 23 | 9 juin        | Divers artistes               | Bande originale du film Oklahoma!                                                                                     |           |
| 24 | 16 juin       | Divers artistes               | Bande originale du film Le Roi et moi (The King and I)                                                                |           |
| 25 | 23 juin       | Divers artistes               | Bande originale du film Le Roi et moi (The King and I)                                                                |           |
| 26 | 30 juin       | Divers artistes               | Bande originale du film Le Roi et moi (The King and I)                                                                |           |
| 27 | 7 juillet     | Divers artistes               | Bande originale du film Le Roi et moi (The King and I)                                                                |           |
| 28 | 14 juillet    | Tommy Steele                  | The Tommy Steele Story                                                                                                |           |
| 29 | 21 juillet    | Tommy Steele                  | The Tommy Steele Story                                                                                                |           |
| 30 | 28 juillet    | Tommy Steele                  | The Tommy Steele Story                                                                                                |           |
| 31 | 4 août        | Divers artistes               | Bande originale du film Le Roi et moi (The King and I)                                                                |           |
| 32 | 11 août       | Divers artistes               | Bande originale du film Le Roi et moi (The King and I)                                                                |           |
| 33 | 18 août       | Divers artistes               | Bande originale du film Le Roi et moi (The King and I)                                                                |           |
| 34 | 25 août       | Tommy Steele                  | The Tommy Steele Story                                                                                                |           |
| 35 | 1er septembre | Elvis Presley                 | Loving You |           |
| 36 | 8 septembre   | Elvis Presley                 | Loving You |           |
| 37 | 15 septembre  | Frank Sinatra                 | A Swingin' Affair! |           |
| 38 | 22 septembre  | Frank Sinatra                 | A Swingin' Affair! |           |
| 39 | 29 septembre  | Frank Sinatra                 | A Swingin' Affair! |           |
| 40 | 6 octobre     | Frank Sinatra                 | A Swingin' Affair! |           |
| 41 | 13 octobre    | Frank Sinatra                 | A Swingin' Affair! |           |
| 42 | 20 octobre    | Frank Sinatra                 | A Swingin' Affair! |           |
| 43 | 27 octobre    | Frank Sinatra                 | A Swingin' Affair! |           |
| 44 | 3 novembre    | Elvis Presley                 | Loving You |           |
| 45 | 10 novembre   | Divers artistes               | Bande originale du film Le Roi et moi (The King and I)                                                                |           |
| 46 | 17 novembre   | Divers artistes               | Bande originale du film Le Roi et moi (The King and I)                                                                |           |
| 47 | 24 novembre   | Divers artistes               | Bande originale du film Le Roi et moi (The King and I)                                                                |           |
| 48 | 1er décembre  | Divers artistes               | Bande originale du film Le Roi et moi (The King and I)                                                                |           |
| 49 | 8 décembre    | Divers artistes               | Bande originale du film Le Roi et moi (The King and I)                                                                |           |
| 50 | 15 décembre   | Divers artistes               | Bande originale du film Le Roi et moi (The King and I)                                                                |           |
| 51 | 22 décembre   | Divers artistes               | Bande originale du film Le Roi et moi (The King and I)                                                                |           |
| 52 | 29 décembre   | Divers artistes               | Bande originale du film Le Roi et moi (The King and I)                                                                |           |

## Meilleures ventes de l'année
- Singles[1] : Paul Anka - Diana
- Albums[2] : Divers artistes - Bande originale du film Le Roi et moi (The King and I)